# خوان كارلوس أولنياك
خوان كارلوس أولنياك (بالإسبانية: Juan Carlos Oleniak) مواليد 4 مارس 1942 في بوينس آيرس، الأرجنتين، هو لاعب كرة قدم أرجنتيني سابق. سبق له أن لعب في كأس العالم لكرة القدم مع منتخب بلاده وذلك في مونديال عام 1962، وكان نشطًا في الأرجنتين وشيلي والمكسيك.

## المسيرة الكروية

### الاحتراف في الأندية
بدأ خوان كارلوس أولينياك مسيرته الكروية في سن الثامنة عشرة في نادي راسينغ، وهو أحد الناديين الرئيسيين في ضاحية بونارينسي في بارتيدو أفيلانيدا. من عام 1960 إلى عام 1964، لعب خوان كارلوس أولينياك في نادي راسينغ، حيث لعب مع عظماء كرة القدم الأرجنتينيين في ذلك الوقت مثل روبرتو بيرفومو أو روبن هيكتور سوسا أو عمر كورباتا، مع انقطاع لمدة عام واحد بسبب التزام مع أرجنتينوس جونيورز عام 1962. بالنسبة لنادي راسينغ، لعب أولنياك في 44 مباراة في دوري الدرجة الأولى الأرجنتيني، حيث سجل أربعة أهداف. في عام 1961، فاز ببطولة الأرجنتين الأولى والوحيدة عندما أنهى نادي رايسنغ الموسم في المركز الأول بفارق سبع نقاط عن نادي سان لورينزو. ظل هذا النجاح هو الوحيد من نوعه لخوان كارلوس أولنياك مع نادي راسينغ، وترك النادي عام 1964 إلى تشيلي حيث انضم إلى نادي أونيفرسيداد دي تشيلي. بين عامي 1965 و 1968، فاز أولينياك بالبطولة مرتين مع يونيفرسيداد دي تشيلي، في موسم 1965 فاز بفارق ست نقاط عن سي دي يونيفرسيداد كاتوليكا، بعد ذلك بعامين بفارق اثني عشر نقطة. بعد عام من البطولة الثانية مع يونيفرسيداد دي تشيلي، انتقل أولنياك إلى نادي سانتياغو واندرارز، أيضًا من سانتياغو دي تشيلي. في عام 1968، خلق مفاجأة مع نادي كرة القدم الأصغر وفاز بالبطولة الثانية في تاريخ النادي. لم تكن السنوات التالية ناجحة للغاية وانتقل أولنياك إلى تيبورونيس روخوس دي فيراكروز لموسم 1971 في المكسيك وعاد إلى نادي سان مارتين في مندوزا بعد عام، حيث أنهى مسيرته النشطة في عام 1972.

### المنتخب الوطني
لعب خوان كارلوس أولنياك ثلاث مرات مع منتخب الأرجنتين في كأس العالم 1962 حيث استدعي من قبل المدرب خوان كارلوس لورينزو. حيث شارك في مباراة ضد منتخب بلغاريا، وأخرى ضد منتخب إنجلترا وثالثة ضد منتخب المجر. إضافة إلى مشاركته مع المنتخب الوطني في الألعاب الأولمبية الصيفية 1960 حيث سجل أربعة أهداف، ودورة الألعاب الأمريكية 1959.

## الأهداف
| ت | التاريخ    | المنافسة                       | المكان | المنتخب   | الخصم    | النتيجة | الأهداف التي سجلها |
| - | ---------- | ------------------------------ | ------ | --------- | -------- | ------- | ------------------ |
| 1 | 1960-08-26 | الألعاب الأولمبية الصيفية 1960 | روما   | الأرجنتين | الدنمارك | 3-2     | 1                  |
| 2 | 1960-08-29 | الألعاب الأولمبية الصيفية 1960 | روما   | الأرجنتين | تونس     | 1-2     | 2                  |
| 3 | 1960-09-01 | الألعاب الأولمبية الصيفية 1960 | روما   | الأرجنتين | بولندا   | 0-2     | 1                  |

## الإدارة والتدريب
بعد أن تقاعد من اللعب انتقل أولنياك إلى التدريب. درب أولنياك نادي رايسنغ عام 1990 بعد مدربه السابق نيلسون تشاباي [الإنجليزية]
.

## روابط خارجية
- خوان كارلوس أولنياك على موقع الاتحاد الدولي (مؤرشف)  (الإنجليزية)
- خوان كارلوس أولنياك على موقع قاعدة بيانات كرة القدم.إي يو (الإنجليزية)
- خوان كارلوس أولنياك على موقع ناشيونال فوتبول تيمز (الإنجليزية)
- خوان كارلوس أولنياك على موقع عالم كرة القدم.نت (الإنجليزية)
- خوان كارلوس أولنياك على موقع أوليمبيديا (الإنجليزية)

- سيرة اللاعب